# П'ятниця, 13-те (фільм, 2009)
«П'ятниця, 13-те» (англ. Friday the 13th) — 11-й фільм жахів із серії американських кінострічок про вбивцю Джейсона Вурхіза. Режисер — Маркус Ніспел, сценаристи — Деміан Шеннон і Марк Свіфт, за оповіданням Шеннона, Свіфта і Марка Вітона.

## Сюжет
Четверо молодих друзів Річі, Вітні, Вейд і Аманда загубилися в лісах недалеко від старого, покинутого табору «Кришталеве озеро». Через свою невгамовну цікавість вони вирішили ризикнути й подивитися, що це за місце, де, можливо, мешкав убивця-психопат. Трент запрошує Джену, Чеві, Брі, Нолана і Лоренса до себе в хатину біля озера, щоб добре відпочити.
Але тепер їхній веселий вік-енд, судячи з усього, скінчиться. Їхні веселощі починають перетворюватися на суцільний кошмар через те, що у самотнього мандрівника Клея пропала сестра Вітні, він вирушив на її пошуки. Молода компанія виявляється віч-на-віч з заново народженим злом, яке звуть Джейсон Вурхіз.

## У головних ролях
- Джаред Падалекі — Клей Міллер
- Даніель Панабейкер — Дженна
- Аманда Рієтті — Вітні Міллер
- Тревіс Ван Вінкл — Трент
- Аарон Ю — Чеві
- Дерек Мірс — Джейсон Вурхіз
- Джонатан Садовські — Вейд
- Джуліанна Гілл — Брі
- Бен Фельдман — Річі
- Арлен Ескарпета — Лоренс
- Раян Генсен — Нолан
- Вілла Форд — Челсі
- Нік Меннел — Майк
- Америка Оліво — Аманда
- Кайл Девіс — Донні